# Градник
Градник (словен. Gradnik) — поселення в общині Семич, регіон Південно-Східна Словенія, Словенія.